# وند ژیوگالا
وند ژیوگالا (به لاتین: Vandžiogala) یک منطقهٔ مسکونی در لیتوانی است که در شهرستان کاوناس واقع شده‌است.

## خصوصیات
وند ژیوگالا ۹۴۶ نفر جمعیت دارد.